# Järnsyssla
Järnsyssla är en gård i Skara socken känd för ett här beläget gravfält från århundradet närmast före kristus.
Gravarna var brandgravar med sparsamt gravgods, bestående av lerkärl, krumknivar, prylar och andra redskap.